# Tadamichi Kuribayashi
Tenente-General Tadamichi Kuribayashi (Nagano, 7 de julho de 1891 – Iwo Jima, 26 de março de 1945) foi o comandante da defesa Japonesa em Iwo Jima durante a Batalha de Iwo Jima, descendente de uma família de samurais.

## Carreira

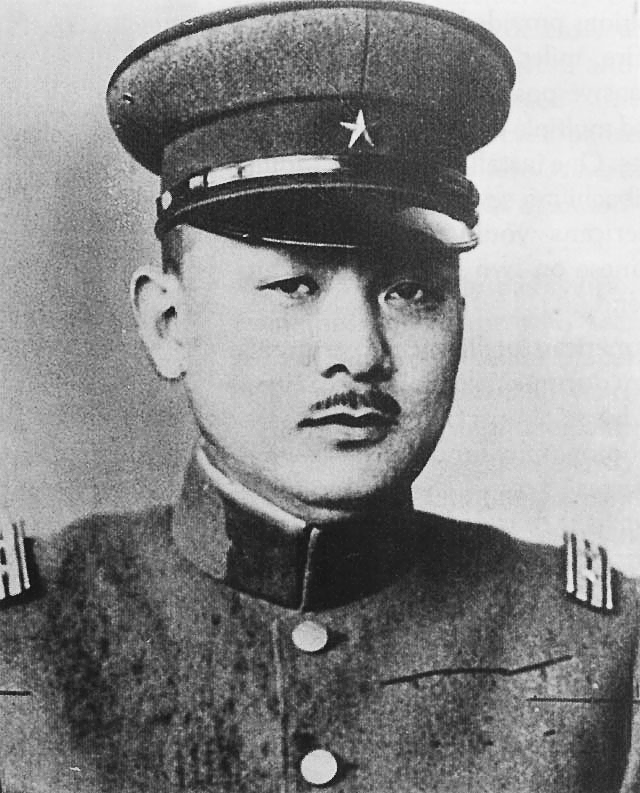
Tadamichi Kuribayashi

Kuribayashi foi graduado na 26ª Turma na Academia do Exército Imperial em 1914, tendo-se especializado em cavalaria. Continuou na Escola do Exército em Cavalaria até 1918. Em 1923, graduou-se na 35ª Turma do Army War College, com excelentes notas, recebendo como prémio um sabre militar do Imperador Taisho.
No início de 1928, ele passou 2 anos num centro militar em Washington, onde  pôde observar o poder industrial dos Estados Unidos.
Depois de voltar para Tóquio, Kuribayashi foi promovido ao posto de major e apontado como o primeiro japonês militar para ser adido no Canadá. Seria foi promovido a tenente-coronel em 1933. Neste mesmo ano, foi designado para a Área de Pessoal do Exército em Tóquio, ficando até 1937. Neste período, escreveu letras para várias canções marciais. Em 1940, Kuribayashi foi promovido a major-general.
Em dezembro de 1941, ele foi ordenado Chefe do Estado Maior do 23º Exército Japonês comandado por Takashi Sakai, na invasão de Hong Kong. Em 1943, ele foi promovido a tenente-general e transferido para ser o comandante da 2ª Divisão da Guarda Imperial, que era principalmente uma divisão de reserva e de formação. Em 27 de maio de 1944, tornou-se comandante da 109º Divisão Imperial.

## Iwo Jima

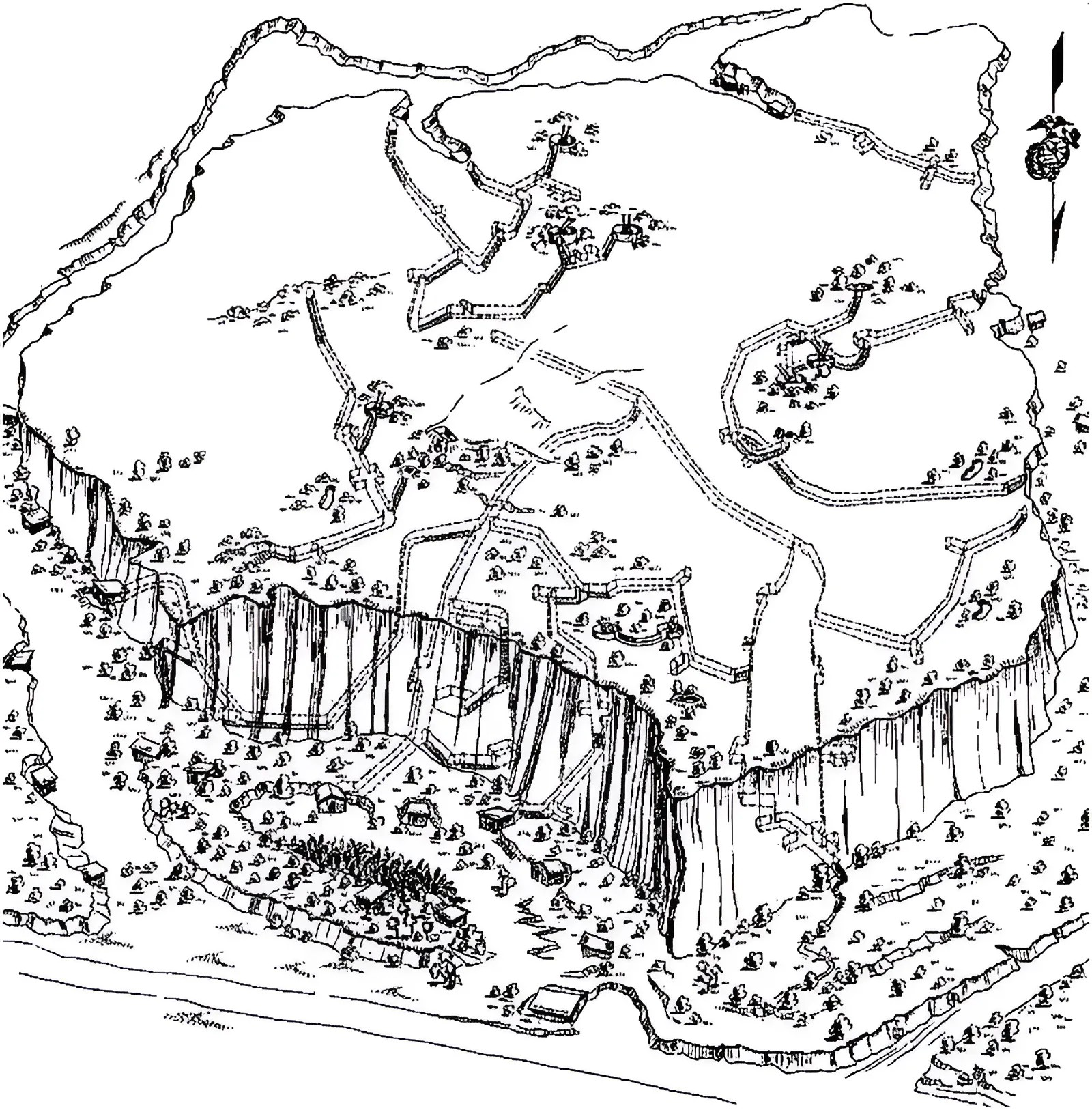
Túneis de Iwo Jima

Em Junho de 1944, foi escolhido pelo Imperador Hirohito para liderar a defesa da ilha de Iwo Jima. Na noite anterior à sua partida reuniu-se em privado com o Imperador para o informar sobre a importância dos Estados Unidos não tomarem o local.

Ordem do dia:
A todos os sobreviventes, oficiais e soldados:
 -  I. A batalha chegou a seu momento final;
- II. Quero que meus oficiais e soldados saiam de seus abrigos e ataquem o inimigo esta noite;
 - III.Todos ! Saiam simultaneamente à meia-noite e ataquem o inimigo até ao último homem, Vocês se devotaram todos a Sua Majestade o Imperador. Não pensem em si próprios.
 -  IV. Eu estarei sempre à frente de todos vocês.
"

Três divisões de Fuzileiros americanos desembarcaram na ilha em 16 de Fevereiro, na Operação Detachment. Kuribayashi teria dito às suas tropas que cada um deveria abater dez soldados americanos ou um tanque antes de tombar. Recusou-se a deixá-los participar em ataques suicidas (Kamikaze). Ao invés disso, preferiu utilizá-los em táticas de guerrilha.
Em 22 de Março, após mais de um mês de intensos combates, ele comentou, via rádio que, "continuaremos a lutar" mesmo frente a uma derrota iminente. Ele completou dizendo: "As forças sob o meu comando são agora quatrocentas. Os tanques estão a atacar-nos. O inimigo sugeriu através de alto-falantes que nos rendêssemos, mas os oficiais e o restante dos homens apenas se riram e não deram atenção". Esta foi a sua última mensagem.
"Já se delineia o epílogo da nossa situação. Esta noite comandarei a ofensiva final, com votos de que nosso império realmente emerja vitorioso e seguro. Estou satisfeito em poder relatar que tenazmente lutamos bem contra a superioridade material esmagadora do inimigo. Todos os meus oficiais e soldados merecem a mais alta recomendação. Todavia humildemente peço perdão a Sua Mejestade por não ter correspondido às expectativas e por ter que ceder a ilha ao inimigo, depois de ter visto morrer tantos oficiais e soldados.
Enquanto a nossa ilha não for reconquistada, o nosso império não estará em segurança. Mesmo como espírito desejo estar na vanguarda das futuras operações japonesas contra este lugar. Não temos mais munições e a água esgotou-se. Agora que estamos prontos para o ato final, sinto-me grato por me ter sido concedida esta oportunidade de corresponder ao gentil desejo de Sua Majestade.
Permita-me dizer adeus:
Em conclusão, tomo a liberdade de acrescentar o seguinte poema desajeitado:
Granadas e balas se axauriram e nós perecemos;
Com a alma vergada de remorso pelo fracasso da nossa missão.
Meu corpo não se decomporá no campo de batalha
Antes da hora da nossa vingança;
Sete vezes mais nascerei da terra;
Minha única preocupação;
É o futuro da pátria.
Quando as ervas daninhas cobrirem a ilha."
Ferido na batalha final, o general teria sido levado, ainda que gravemente ferido, ao seu Quartel-General onde cometeu o suicídio ritual (seppuku). Seu corpo nunca foi encontrado. Os Estados Unidos declararam Iwo Jima segura em 26 de Março de 1945. Quase 28 mil soldados (21 mil japoneses e 7 mil americanos) morreram na batalha.

## Cinema
A história do General Kuribayashi tornou-se mundialmente conhecida sessenta anos após a Batalha de Iwo Jima através do filme Cartas de Iwo Jima , que descreve sua odisseia através de cartas encontradas nas cavernas da ilha anos depois, escritas por soldados e oficiais antes e durante a batalha e nunca enviadas, no qual foi interpretado pelo ator japonês Ken Watanabe. O filme, dirigido por Clint Eastwood, sucesso de crítica e bilheteria, ganhou o Globo de Ouro de melhor filme estrangeiro (apesar de ser uma produção norte-americana é falado em japonês) de 2006.